# 10195 Nebraska
10195 Nebraska este un asteroid din centura principală de asteroizi.

## Descriere
10195 Nebraska este un asteroid din centura principală de asteroizi. A fost descoperit pe 13 septembrie 1996 la Lime Creek de Robert Linderholm. Asteroidul prezintă o orbită caracterizată de o semiaxă mare de 2,89 ua, o excentricitate de 0,19 și o înclinație de 14,5° în raport cu ecliptica.